# Margot Pilz
Margot Pilz, geb. ter Heege (* 21. September 1936 in Haarlem, Niederlande), ist eine österreichische bildende Künstlerin, die sich insbesondere in der Konzept- und Medienkunst hervorgetan hat. Sie wird als Pionierin der digitalen Kunst in Österreich gehandelt und wählt oftmals feministische Ansätze.

## Leben
Margot Pilz wurde 1936 in Haarlem (Niederlande) als Tochter eines niederländischen Arztes und einer Wienerin geboren. Sie floh mit ihren Eltern 1939 vor den Nationalsozialisten nach Indonesien, das damals eine niederländische Kolonie war. Dort eröffnete ihr Vater eine Arztpraxis. Nach der japanischen Machtübernahme 1942 wurde er verhaftet. Margot Pilz kam zusammen mit ihrer Mutter in ein japanisches Internierungslager (von ihr immer als Konzentrationslager bezeichnet) auf Java. 1945 wurden sie befreit und lebten zunächst in Australien und Neuseeland, bis sie 1948 nach Amsterdam zurückkehrten.
Seit 1954 lebt Margot Pilz in Wien. Bevor sie Ende der 1970er Jahre als bildende Künstlerin arbeitete, war sie Werbefotografin in Wien. Sie studierte an der Höheren Graphischen Bundes-Lehr- und Versuchsanstalt in Wien bis 1976 Fotografie und schloss mit der Meisterprüfung ab. Seit 1977 ist sie Mitglied der Vereinigung Künstlerhaus Wien.
Als entscheidenden Moment ihrer Hinwendung zur bildenden Kunst nennt Pilz ihre Festnahme durch die Polizei beim dritten Frauenfest 1978 in Wien, die sie nach eigener Auskunft in ihren Sekundenskulpturen thematisierte. Sie trat 1978 auch dem feministischen Künstlerinnen-Netzwerk IntAkt – Internationale Aktionsgemeinschaft bildender Künstlerinnen bei. Ihre Arbeit hängt eng mit der feministischen Bewegung der 1970er und 1980er Jahre zusammen; sie thematisierte und reflektierte in ihrem Werk die Institution der Ehe, Arbeitsbedingungen von Frauen (beispielsweise mit der Arbeit „Arbeiterinnenaltar“, 1981, für die sie Arbeiterinnen in der Kaffeerösterei Eduscho fotografierte und zu ihren Arbeitsbedingungen befragte) und die gesellschaftliche Rolle von Frauen. Im höheren Alter begann sie, auf der Basis ihrer eigenen Erfahrungen auch den Prozess des Alterns mit ihren Werken zu thematisieren.
Margot Pilz war in Österreich eine Pionierin im Bereich Medienkunst. 1991 realisierte sie die Skulptur Delphi Digital (gemeinsam mit Roland Alton-Scheidl) für die Ars Electronica in Linz. Eine weitere bekannte Arbeit von Pilz ist ihre Intervention im öffentlichen Raum Kaorle am Karlsplatz (1982), für die sie im Rahmen der Wiener Festwochen am Wiener Karlsplatz Sand aufschütten und Liegestühle aufstellen ließ; die Idee wurde in der Folge vielfach aufgegriffen, jedoch meist im kommerziellen Bereich.
Margot Pilz wurde auf Lehrstühle für Computerkunst an der Technischen Universität Wien (1990 bis 1992) und der Technischen Universität Graz (1993/94) berufen. 1991 war sie Gastprofessorin an der Pantion-Universität Athen.
Von 1957 bis zu seinem Tod 2016 war sie mit dem Bildhauer Fritz Pilz verheiratet; sie hat aus dieser Ehe einen Sohn. Ihr derzeitiger Lebensgefährte ist der Industriedesigner Ernst Beranek. 2021 verfasste die Publizistin Nina Schedlmayer eine Biografie über Margot Pilz.

## Werke (Auswahl)

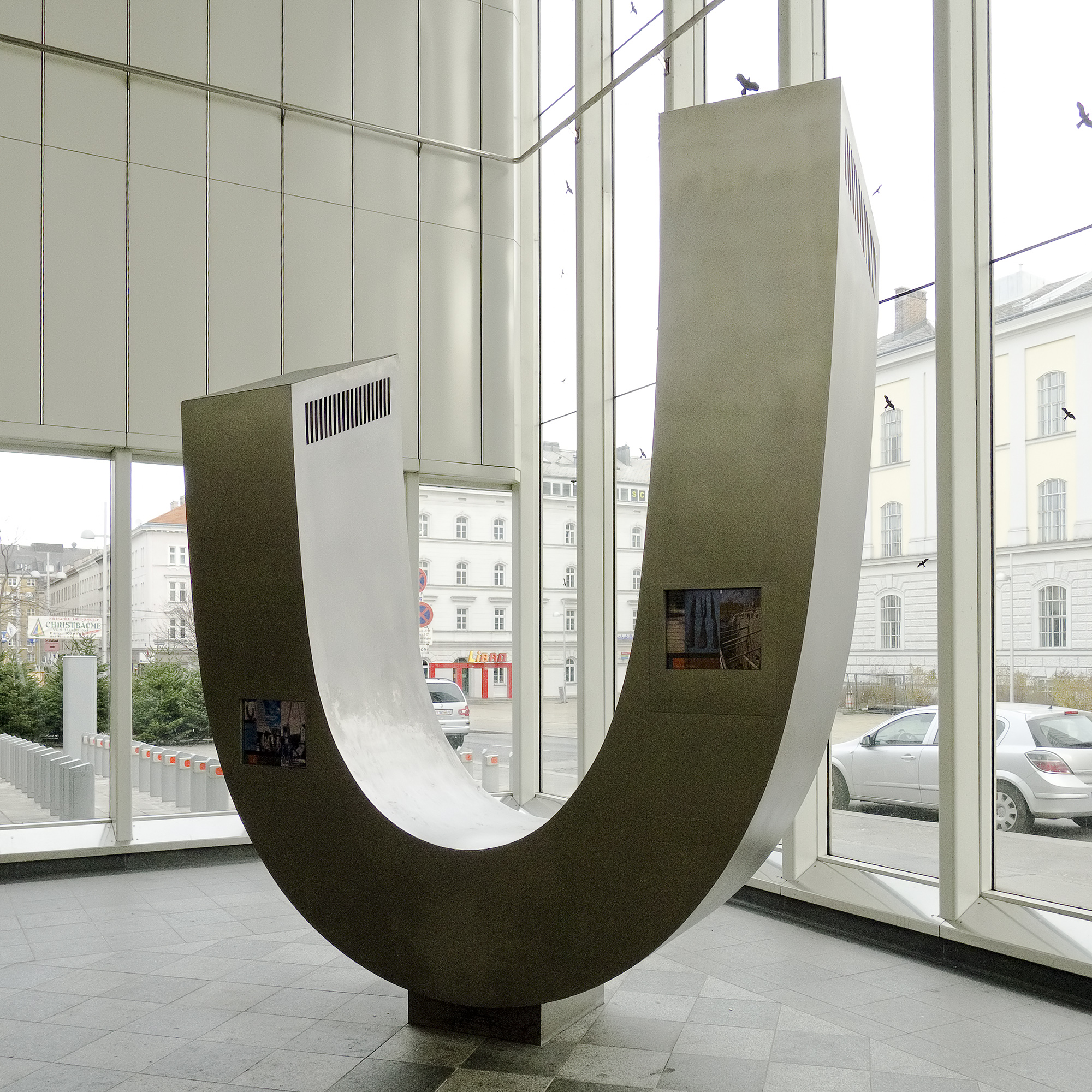
U-Turn (1998), Bahnhof Wien/Ottakring

- Hausfrauendenkmal (1979, temporäre Installation, Steirischer Herbst, Graz)
- Das letzte Abendmahl – Hommage an Kremser Schmidt (1979)
- 4th Dimension (1982, Foto-Serie)
- Kaorle am Karlsplatz (1982)
- Göttin schuf Eva
- White Cell Project (1983–1985)
- skin code (1989, Künstlerbuch)
- Delphi Digital (1991, Medienskulptur, mit Roland Alton-Scheidl, Ars Electronica, Linz)
- U-Turn (1998, Installation aus Nirosta-Stahl, Video, Infopoint, 3,6 × 3 × 0,9 m, 1,8 t, U3-Station Ottakring, Wien)[11]
- Membrana – ein Luststück (2011/12, Videoarbeit, die Sexualität im Alter thematisiert)
- Torso (2012, keramische Skulptur)
- Once Upon My Time – Java 1942 (2014)

## Ausstellungen (Auswahl)
- 1981: Erweiterte Fotografie, Secession, Wien
- 1984: 1984. Orwell und die Gegenwart, Museum des 20. Jahrhunderts, Wien
- 1984: 4th Dimension, Dryphoto, Prato, Florenz
- 1985: Identitätsbilder, Secession, Wien
- 1985: Meditation 85, Steirischer Herbst, Graz
- 1985: The White Cell Project, Fotogalerie Wien, Wien
- 1987: Le temps d'un movement, Musée d’Art Moderne de la Ville de Paris, Paris
- 1988: Computerkunst 88, Museum Gladbeck
- 1988: Hinter den Wänden, Donaufestival, Langenlois
- 1991: Delphi Digital, Ars Electronica, Linz
- 1992: Die Auflösung der Fotografie – Der kalte Raum, Blau-Gelbe Galerie, Wien
- 1993: Tacit Surveillance, Künstlerhaus, Wien
- 1994: Zeit/Schnitte, Patriarchat, Wiener Festwochen, Wien
- 1997: Verstärker/Kaskade, Künstlerhaus, Wien
- 2003/2004: Künstlerinnen – Positionen 1945 bis heute, Kunsthalle Krems, Krems
- 2004: Frau im Bild. Inszenierte Weiblichkeit, Museum Moderner Kunst, Passau/Deutschland
- 2005/2006: Die Enzyklopädie der wahren Werte, Künstlerhaus, Wien
- 2007: Die Liebe zu den Objekten, Niederösterreichisches Landesmuseum, St. Pölten
- 2008: Am Puls der Stadt. 2000 Jahre Karlsplatz, Wien Museum, Wien
- 2008: Matrix. Geschlechter – Verhältnisse – Revisionen, MUSA, Wien
- 2008: Werkschau XIII. Intakt – die Pionierinnen, Fotogalerie Wien, Wien
- 2009: Best of Austria, Lentos, Linz
- 2010: raum_körper_einsatz, MUSA, Wien
- 2012: Celebration/Me Myself & Them, Künstlerhaus, Wien
- 2014: Aktionistinnen, Kunsthalle Krems, Forum Frohner, Krems
- 2014: Once upon my time -- JAVA 1942, Künstlerhaus, Wien
- 2015: Margot Pilz – Meilensteine. Von der performativen Fotografie zur digitalen Feldforschung, MUSA Wien
- 2016: The Feminist Avant-Garde of the 1970s, The Photographers' Gallery, London
- 2017: Die Kraft des Alters, Belvedere Wien
- 2017: Feministische Avantgarde der 1970er Jahre aus der Sammlung Verbund, ZKM
- 2017: The Feminist Avant-Garde of the 1970s, MUMOK Wien
- 2019: The Feminist Avant-Garde of the 1970s. Works from the Verbund Collection, Wien, CCCB – Centro Culturale Contemporane Barcelona
- 2021: Personale in der Kunsthalle Krems
- 2021: Female Sensibility. Feministische Avantgarde aus der Sammlung Verbund, Lentos Kunstmuseum Linz
- 2024: 20 Jahre SAMMLUNG VERBUND, Albertina, Wien[12]
- 2025: Der Raum in unseren Köpfen. Die Sammlungen, Museum der Moderne Salzburg[13]

## Auszeichnungen
- 1983: Staatsstipendium für bildende Kunst
- 1985: Römerquelle Fotopreis
- 1988: Preis der Österreichischen Postsparkasse
- 1990: Theodor-Körner-Preis
- 1997: Pfann-Ohmann-Preis, Künstlerhaus, Wien
- 2008: Goldener Lorbeer, Künstlerhaus, Wien
- 2011: Preis der Stadt Wien für Bildende Kunst
- 2019: Niederösterreichischer Kulturpreis – Würdigungspreis in der Kategorie Bildende Kunst[14]
- 2022: Österreichischer Kunstpreis für Medienkunst[15]

## Film
- Verwegen. Mutig. Radikal. - Künstlerinnen der Feministischen Avantgarde, Dokumentarfilm von Susanne Riegler, Österreich 2024,87 Minuten.[16]